# Ryō Kawasaki
Ryo Kawasaki (川崎燎, Kawasaki Ryō) (Tokio, Japón; 25 de febrero de 1947-Tallin, Estonia; 13 de abril de 2020) fue un físico y guitarrista japonés.
Eligió la carrera de guitarrista tras varios años de estudiar ciencias. Durante los 60 tocó con varios grupos japoneses y también formó sus propias agrupaciones. A comienzos de los 70 viajó a Nueva York, en donde se estableció y trabajó con grandes músicos, entre ellos Gil Evans, Elvin Jones, Chico Hamilton, Ted Curson y JoAnne Brackeen. A mediados de los 80, Kawasaki dejó momentáneamente de tocar música para concentrarse en el desarrollo de software para computadoras. Asimismo produjo varios sencillos encuadrados dentro del techno dance, creando su propia compañía, Satellites Records, para dichos lanzamientos.
En 1991 volvió al jazz, demostrando que seguía siendo un músico con gran talento. Grabó para un sello discográfico japonés, pero distribuyendo el material en Estados Unidos a través de su propia compañía. Gracias a su larga y amplia experiencia, Kawasaki tiene la facilidad de moverse con soltura entre estilos tan diferentes como el hard bop y el jazz rock. La fluidez de su interpretación es notable.

## Vida

### Los primeros años (1947-1968)
Ryo Kawasaki nació en Koenji, Tokio mientras Japón estaba aún recuperándose durante la postguerra, luego de la Segunda Guerra Mundial. Su padre Torao Kawasaki fue un reconocido y honrado diplomático japonés que trabajaba para el Ministerio Japonés de Asuntos Extranjeros desde 1919. Torao fue asignado a distintos Consulados y Embajadas japonesas incluyendo San Francisco, Honolulu, Fengtian en ese entonces capital de Manchukuo, ahora Shenyang como ciudad de China), Shanghái y Pekín mientras era un activo profesor de inglés y traductor para conferencias diplomáticas oficiales. La madre de Ryo, Hiroko era también políglota y hablaba alemán, ruso, inglés, y chino además de su lengua nativa, el japonés.[cita requerida] Hiroko creció en Manchukuo y conoció a Torao en Shanghái. Torao tenía 58 años cuando Ryo nació, siendo este hijo único y estas especiales circunstancias respecto a sus padres, deben haber influido en la posterior naturaleza artística y viajera de Ryo, en el circuito internacional como artista.
La vida entera de Kawasaki ha sido marcada por su innata curiosidad e inventiva, tanto en la música como en la ciencia. Mientras su madre lo incentivaba a tomar clases de piano y ballet, el decidió estudiar canto y solfeo a la edad de cuatro años y violín a los cinco, siendo capaz de leer música antes de ingresar al colegio primario. Como estudiante, adquirió una fascinación por la astronomía y la electrónica (construyó sus propias radios, TVs y sistemas de audio incluyendo amplificadores y parlantes así como telescopios). Cuando Ryo tenía diez años, compró un ukulele y, a los catorce, tuvo su primera guitarra acústica. El álbum Midnight Blue de Kenny Burrell y Stanley Turrentine inspiró a Ryo a estudiar jazz.
En la secundaria comenzó a tocar en confiterías que tenían música en vivo, formó un grupo de jazz y construyó un órgano electrónico que sirvió como sintetizador primitivo. Cuando tenía dieciséis, su banda tocaba profesionalmente en cabarets y clubs. Mientras continuaba con su actividad musical, asistió a la Universidad de Japón, se especializó en física cuántica y obtuvo su título en ciencias. Aunque no pudo probar su creencia intuitiva en ese momento, que era que la velocidad (de propagación) de la gravedad debe ser más grande que la velocidad de la luz. Ryo participó como profesor y jurado para la escuela de construcción de instrumentos de jazz de Yamaha. Adicionalmente trabajó como ingeniero de sonido para Victor Records de Japón y BGM/TBS Music en donde aprendió sobre mezcla y edición.

### Inicios de la carrera en Japón (1969-1973)
Ryo grabó su primer álbum solista para Polydor Records cuando tenía veintidós años. Aunque continuó tocando con su grupo, y, a temprana edad, fue votado #3 como guitarrista de jazz en una encuesta de jazz japonés, Ryo pasó la mayor parte de los siguientes tres años trabajando como músico de sesión haciendo desde jingles hasta música pop, así como innumerables presentaciones en radio y TV. Grabó su segundo álbum para Toshiba a la edad de veinticuatro años. Tocó con B.B. King en un festival de blues y conoció a George Benson (con el que compartió una jam session de cinco horas).
También grabó con leyendas notables del jazz japonés como el baterista Takeshi Inomata y Sound limits, el saxofonista Jiro Inagaki y Soul Mates, el saxofonista Keiichiro Ebisawa, el saxofonista Seiichi Nakamura, el pianista Masahiko Sato (佐藤允彦), el saxofonista Hidehiko Matsumoto (松本英彦) y muchos otros.

### Trabajos en Nueva York (1973-2002)

#### 1973-1979 (como guitarrista)
En 1973, Kawasaki llegó a Nueva York. Un amigo lo recibió en el aeropuerto y le ofreció un trabajo con Joe Lee Wilson tocando en el Lincoln Center como parte del Newport Jazz Festival (Festival de Jazz de Newport). Pronto Ryo, se estableció como un integrante regular de las jam sessions neoyorquinas y fue invitado a tocar con Bobbie Humphries. Pocos meses después, Ryo se encontró con un extraño que lo esperaba en la puerta de su departamento. Era Gil Evans quien lo invitó a unirse a The Gil Evans Orchestra (David Sanborn, Howard Johnson, Tom Malone, Lew Soloff). En ese entonces, la banda estaba trabajando en versiones jazzeras sobre composiciones de Jimi Hendrix. Hendrix había ideado el concepto con Evans, pero Jimi murió una semana antes del inicio del proyecto. Kawasaki también tocó en otro álbum de Gil Evans para RCA, There Comes a Time, con Tony Williams en batería. Ryo ensayó durante un mes con la tercera formación de la Tony Williams' Lifetime, pero Tony se fue para pasar un año en Europa antes de que la banda tuviese la posibilidad de tocar en vivo.
Kawasaki siguió los pasos de Jim Hall, Gábor Szabó y Larry Coryell transformándose en el guitarrista de la banda de Chico Hamilton, tocando en gira por los Estados Unidos y grabando varias bandas sonoras que Chico registró en Hollywood. Ryo lanzó su álbum debut en Estados Unidos, Juice, en 1976 para RCA y fue uno de los primeros artistas japoneses de jazz en firmar con uno de los grandes sellos discográficos de Estados Unidos. Entre los colaboradores de este proyecto estaban Tom Coster (Carlos Santana) y Sam Morrison (Miles Davis). Kawasaki grabó luego otros dos discos, Prism y Eight Mile Road, para el sello japonés East Wind. También se unió a la banda de Elvin Jones para una gira de un año por Norte y Sudamérica y Europa. Para 1978, Kawasaki estaba cansado de las giras con otras bandas y retornó a sus propios proyectos.
Exploró la música de la India, aprendió ragas y grabó un álbum de Alta Fidelidad, Ring Toss, que combinaba música oriental y música occidental. Con Dave Liebman grabó Nature's Revenge para el sello alemán MPS saliendo además, de gira por Europa. Ryo también recorrió los festivales europeos de jazz con JoAnne Brackeen, y juntos grabaron un par de álbumes para Timeless Records en Holanda. En Japón, el sello de Sony Open Sky contrató a Ryo para realizar tres discos —Mirror of my Mind, Little Tree y Live— el último, grabado en un club de Tokio, fue una de las primeras grabaciones totalmente digital. Músicos notables participaron en esas grabaciones: Michael Brecker, Harvey Mason, Leon Pendarvis, Azar Lawrence, Anthony Jackson, Lincoln Goines, Badal Roy, Naná Vasconcelos, Buddy Williams, Larry Willis and Alex Blake entre otros. También grabó un disco llamado Sapporo para el sello suizo America Sound en 1980 mientras estaba de gira por Suiza y Alemania.

#### 1979-1990 (como inventor y programador)
Kawasaki inventó su propia guitarra sintetizador en 1979, y la usó para tocar en numerosos shows en solitario en planetarios desde 1980 hasta 1983. También formó el grupo de jazz-rock The Golden Dragon y tocó con regularidad en los 80. Fostex desarrolló un equipo de grabación de ocho canales y le pidió a Ryo que se convirtiera en el primer artista en usarlo. El músico grabó el álbum Ryo en 1981 para Phillips Records y ganó notoriedad por crear toda la música por sí mismo. Tocó, en esa ocasión, sólo una guitarra acústica con cuerdas de nylon creando la instrumentación con su guitarra sintetizador incluyendo la orchestration completa del conocido adagio del Concierto de Aranjuez de Joaquín Rodrigo. Una grabación de similares características, Lucky Lady, fue realizada por él, al año siguiente.
Cuando la computadora Commodore 64 salió con un chip de sonido en ella, Kawasaki se sintió fascinado por las posibilidades de la misma. Aprendió a escribir programas para computadoras y dedicó 16 horas por día, durante dos años para crear cuatro programas musicales —Kawasaki Synthesizer, Kawasaki Rhythm Rocker, Kawasaki Magical Musicquill y Kawasaki MIDI Work-station— distribuidos por Sight and Sound Music. Los tres primeros eran para uso casero y escolar, y el último para estudios de grabación profesionales. Ryo creó un álbum completamente sintetizado, Images, en 1987, y la banda sonora, Pleasure Garden, en 1990 para un filme IMAX sobre la preservación de los bosques tropicales en peligro.
Entre 1986 y 1990, Kawasaki produjo una serie de hits —"Electric World", "One Kiss", "No Expectations", "Say Baby I Love You", "Don't Tell Me", "Wildest Dreams", "Life is The Rhythm" y "Acid Heat"— que mezclaban free-style, house, acid house y sonidos ambiente. Toda la producción fue hecha en su estudio, The Satellite Station, y las grabaciones fueron lanzadas a través de su propia compañía, Satellites Records. Su banda y un grupo dance tocaron activamente en clubes de Nueva York. Además, por cinco años (1988 a 1993), Kawasaki fue el productor neoyorquino y director dos programas semanales de radio sobre música japonesa, The Music Now y Idex Music Jam. Colaboró también con el maestro de koto Kicho Takano y produjo la placa "Crystallization".

#### 1991-2000 (de regreso a la guitarra de jazz)
La carrera musical de Kawasaki tomó otro sorpresivo giro cuando firmó para el sello japonés One Voice, especializado en jazz y música contemporánea, en calidad de artista y productor. El regreso de Ryo al jazz, y su primer álbum para el sello, fue en 1992 con el álbum de guitarra acústica Here, There and Everywhere (lanzado por One Voice en Japón y por Satellites Records en Estados Unidos) Kawasaki produjo y tocó en dos álbumes de la cantante y guitarrista brasileña Camila Benson. Ryo continuó, además lanzando nuevos discos: el acústico My Reverie (con música de Bill Evans, Debussy, Ravel y Gershwin), el eléctrico Love Within The Universe (que tuvo notable difusión en Estados Unidos), Remixes Remixes Vol. 1 (en donde también colabora la Benson), Sweet Life y lanzamientos en CD de Mirror of my Mind (una grabación con un ensamble de jazz Harvey Mason, Michael Brecker, Anthony Jackson, Leon Pendarvis y el vocalista Radha Shottam).
Otro lanzamiento reciente fue Cosmic Rhythm en 1999 que incluye a la cantante y letrista Clare Foster junto con la habitual sección rítmica de Ryo, Victor Jones en batería, y Lincoln Goines en bajo. El álbum también cuenta con participaciones de David Kikoski en Piano y Shunzo Ohno en Flugel Horn. Todas las canciones fueron arregladas y grabadas por Ryo Kawasaki incluyendo diez canciones originales escritas por él mismo.
Entre 1995 y 1999, tres notables superestrellas del hip-hop, Puff Daddy, Kool G Rap y Keith Murray grabaron la composición original de Ryo, "Bamboo Child" en álbumes recientes y más de veinte años después del lanzamiento de la versión original, probando que incluso grabaciones antiguas de Ryo cuadran perfectamente en los ritmos y feelings del hip-hop.

### Nuevos proyectos en Estonia y más allá (desde 2000)
Ryo lanzó el álbum de estudio Reval en el 2001, grabado en Tallin, Estonia con los músicos de ese país Toivo Unt en bajo, Aivar Vassiljev batería y Kristi Keel en corno inglés.
Sus otros proyectos lo llevaron a ser compositor, director musical así como también guitarrista para el ballet de jazz "Still Point" para el Teatro Nacional de Opera de Estonia entre el 2000 y el 2002. Este ballet cuenta con la coreografía creada por Russell Adamson, un jamaicano que reside en Helsinki. Ryo también lanzó su tercer álbum de guitarra acústica E en 2002. Desde el 2000, Kawasaki ha hecho numerosas presentaciones en Rusia y los Países bálticos en festivales de jazz. Su cuarteto tocó en el Ritmi Jazz Festival en Riga (Letonia), Pori y otros eventos jazzísticos en Finlandia, Ucrania, Lituania así como en el Саранск (Saransk) Jazz Ark Festival —Saransk es la capital de Mordovia situada a 630 km al este de Moscú—. También apareció muchas veces en el Nõmme Jazz Festival en Estonia en donde además colaboró con la producción del evento.
Los proyectos más recientes de Kawasaki entre el 2005 y el 2007 incluyen un trío con el baterista estadounidense Brian Melvin y el bajista de Estonia Toivo Unt bajo el nombre de Art of Trio habiendo tocado en Finlandia, Suecia y los países bálticos. También tocó con la vocalista Jaanika Ventsel, al tiempo que graba y realiza presentaciones en vivo en Japón para un proyecto a dúo con el bajista Yoshio ‘Chin’ Suzuki (鈴木良雄), el nuevo CD de ambos, Agaña será lanzado en febrero del año 2007.
Falleció el 13 de abril de 2020 a los setenta y tres años.

## Discografía
Los relanzamientos en CD no se incluyen en la lista.

### Álbumes propios
- Easy Listening Jazz Guitar (1970)
- Gut's the Guitar (1972)
- Prism (1975)
- Eight Mile Road (1976)
- Juice (1976)
- Ring Toss (1977)
- Nature's Revenge (1978)
- Mirror of My Mind (1979)
- Little Tree (1980)
- Live (1980)
- Sapporo (1980)
- Ryo (1982)
- Lucky Lady (1983)
- Images (1987)
- Here, There and Everywhere (1992)
- My Reverie (1993)
- Love Within The Universe (1994)
- Remixes, remixes Vol.1. (1995)
- Sweet Life (1996)
- Cosmic Rhythm (1999)
- Reval (2001)
- E (2002)
- Agaña (2007)
- Late Night Willie (2009)
- Tribute to Keith Jarrett (2010)
- Live in Beirut (2011)
- Spain, Plays Solo Guitar (2012)

### Singles dance de 12"
- Electric World (1987)
- One Kiss (1988)
- No Expectations (1988)
- Say Baby I Love You (1988)
- Wildest Dreams (1989)
- Life is the Rhythm (1989)
- Pleasure Garden (1990)

### Grabaciones junto a otros
- Guitar Workshop /  /Various artists /  (1971)
- Chigaihoken /  /Ushio Sakai /  (1973)
- Plays Jimi Hendrix / Gil Evans  (1975)
- There Comes a Time / Gil Evans  (1976)
- Tarika Blue vol.1 / Tarika Blue  (1976)
- What Would It Be Without You / Joe Lee Wilson  (1976)
- Tokyo Concert / Gil Evans  (1976)
- Tarika Blue vol.2 / Tarika Blue  (1977)
- Main Force / Elvin Jones  (1977)
- Time Capsule / Elvin Jones  (1977)
- Aft / JoAnne Brackeen  (1978)
- 'round About Midnight / Ted Curson  (1978)
- Trinkets and Things / JoAnne Brackeen  (1979)
- Pleasure / Shigeharu Mukai  (1979)
- All-In All-Out / Masahiko Sato  (1979)
- I Heard Mingus / Ted Curson  (1980)
- Manhattan Skyline / Hiroki Miyano  (1980)
- Impressions of Charles Mingus / Teo Macero  (1983)
- Christmas Songs / Carolling Carollers  (1988)
- New York String Quartet vol.1 / New York String Quartet  (1988)
- New York String Quartet vol.2 / New York String Quartet  (1989)
- Wave / Camila Benson  (1995)
- Classic Jazz Funk, Vol. 6: The Definitive Jap-Jazz Mastercuts / Various Artists  (1995)
- Memories (álbum)|Memories / Camila Benson  (1996)
- Trinkets and Things / Cosmic Village  (1997)
- Desafinado / Camila Benson  (1997)
- I Will / John Clark  (1997)
- RCA Victor 80th Anniversary, Vol. 6: 1970-1979 / Various Artists  (1997)
- Battle of the Bands: Evans Vs. Mingus / Various Artists  (1998)
- Super Guitarists / Various Artists  (1999)
- Jazz Spectrum: Real Jazz for Real People, Vol. 2 / Various Artists  (1999)
- Three Flutes Up / Chip Shelton  (1999)
- More What Flutes 4 / Chip Shelton  (2001)
- Different Dreams 2 / Various Artists - Estonian Jazz (2001)
- Impressions of Miles Davis / Teo Macero  (2001)

## Software
- Kawasaki Synthesizer (1984)
- Kawasaki Rhythm Rocker (1984)
- Kawasaki Magical Musicquill (1985)
- Kawasaki Midi Workstation (1986)

## Video
- Different Drummer con Elvin Jones (1979)